# Ferenc Kossuth
Ferenc Lajos Ákos Kossuth (* 16. November 1841 in Pest, Kaisertum Österreich; † 25. Mai 1914 in Budapest) war ein ungarischer Ingenieur und Politiker.

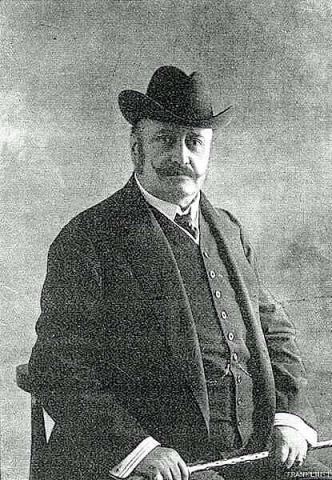
Ferenc Kossuth

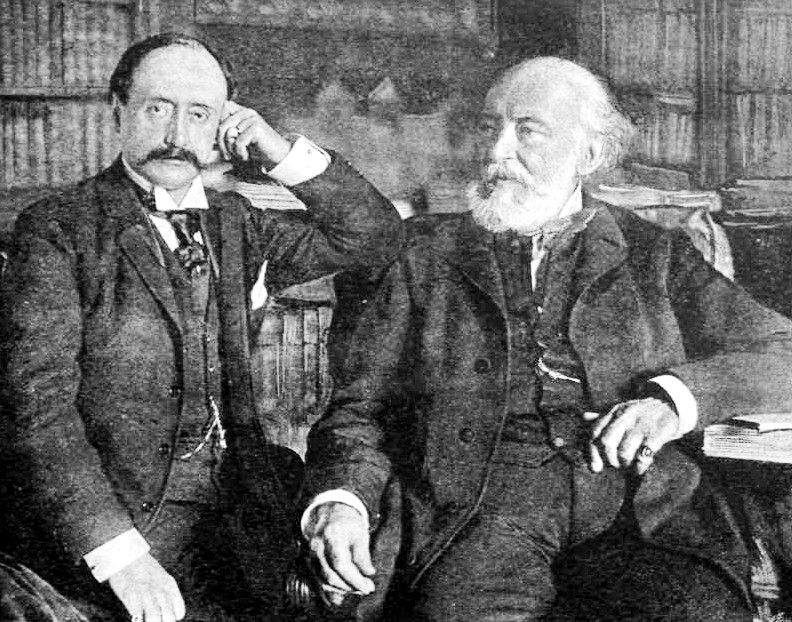
Ferenc und Lajos Kossuth 1892

## Leben
Ferenc, ältester Sohn von Lajos Kossuth, folgte seinem Vater nach dem gescheiterten Aufstand gegen die Habsburger 1850 in die Emigration. Er studierte in Paris und London Ingenieurswesen und arbeitete ab 1861 in Ligurien als Eisenbahningenieur. Ferenc Kossuth war am Bau des Mont-Cenis-Eisenbahntunnels beteiligt, arbeitete in Industrie und Bergbau und erbaute die erste Stahlbrücke über den Nil. Ab 1859 war er Sekretär der Magyar Nemzeti Igazgatósság, der Ungarischen Nationalen Direktion, einer Art Exilregierung für ein unabhängiges Ungarn. Erst nach dem Tod des Vaters 1894 kehrte er nach Ungarn zurück. Er begleitete den Leichnam seines Vaters zu einem prunkvollen Begräbnis nach Budapest. Anschließend begann Kossuth seine politische Laufbahn; er wurde 1895 in das ungarische Parlament gewählt und 1897 Führer der Unabhängigkeitspartei.
Mit den Parlamentswahlen 1905 begann die „Ungarische Krise“, da die Liberale Partei zum ersten Mal seit dem Ausgleich 1867 ihre Mehrheit verlor. Die Unabhängigkeitspartei unter Kossuth führte eine Koalition mit einer parlamentarischen Mehrheit an. Streitpunkt zwischen dem Thron und der Opposition war vor allem die Abschaffung der deutschen Kommandosprache in der Gemeinsamen Armee.
Dennoch wurde am 18. Juni 1905 General Géza Fejérváry von König Ferenc József als Regierungschef einer Beamtenregierung eingesetzt. Die Opposition unter Kossuth bezeichnete die Regierung als verfassungswidrig, weil sie keiner parlamentarischen Mehrheit entsprang. Daher regierte Fejérváry mit Hilfe des Königs, der das Parlament mehrmals vertagte, am Parlament vorbei. Die Opposition unter Kossuth rief daraufhin den „nationalen Widerstand“ gegen die „Gendarmenregierung“ aus, Rekrutierungen und Steuerzahlungen wurden in vielen Komitaten verweigert.
Innenminister Jósef Kristóffy nahm daraufhin Verhandlungen mit den Sozialdemokraten und Linksliberalen auf, denen er Reformen beim Wahlrecht und im sozialpolitischen Bereich in Aussicht stellte. Das von Fejérváry geplante allgemeine Wahlrecht gefährdete jedoch die Machtstellung der nationalen aristokratischen magyarischen Eliten. Ein explosives innenpolitisches Klima entstand, im Wiener Kriegsministerium wurden von General Beck Pläne entwickelt („Fall U“ für Ungarn), einen möglichen Aufstand in Ungarn mit Gewalt niederzuschlagen. Am 19. Februar 1906 ließen Franz Joseph und Fejérváry sogar das Parlamentsgebäude durch die Honvéd militärisch besetzen.
Die Stimmung in Bevölkerung und Beamtenschaft richtete sich aber allmählich gegen die Opposition unter Kossuth und man einigte sich auf Sándor Wekerle als neuen Premier, weshalb Fejérváry am 8. April 1906 schließlich zurücktrat.
Kossuth amtierte in der Regierung Wekerle von 8. April 1906 bis 17. Januar 1910 als Handelsminister. Er war kein politisches Talent und sogar in Korruptionsaffären verwickelt, aber aufgrund des Nimbus und der Werbekraft seines Vaters war er über ein Jahrzehnt eine wichtige politische Kraft in Ungarn.